# Günther Weinschenck
Günther Weinschenck (* 7. März 1926 in Frankenhain (Gruta Folwark), Landkreis Graudenz; † 14. Dezember 2018 in Stuttgart) war ein deutscher Agrarökonom und Wirtschaftswissenschaftler.

## Leben
Als Sohn eines Landwirts studierte er nach dem Zweiten Weltkrieg Landwirtschaft an der Universität Göttingen und promovierte dort 1954 bei Emil Woermann mit der Dissertation Beitrag zur Theorie der Produktionselastizität im landwirtschaftlichen Betrieb zum Dr. agr. Anschließend war er am Göttinger Institut für landwirtschaftlicher Betriebslehre als Assistent tätig. Von hier aus ging Weinschenck zur Vertiefung seiner Kenntnisse 1956/57 an das Department of Agricultural Economics der Universität von Illinois in Urbana (USA), wo er vor allem von Swanson und West neue Anregungen erhielt.
Nach seiner Rückkehr an das Göttinger Institut für landwirtschaftliche Betriebslehre befasste sich Weinschenck vor allem mit Problemen der Theorie des Betriebes und mit mathematischen Optimierungsverfahren. Sie fanden ihren Niederschlag in seiner 1962 in Göttingen vorgelegten Habilitations-Schrift zum Thema Untersuchungen des Gleichgewichts und der Preiselastizität der Erzeugung im landwirtschaftlichen Betrieb und in dem Buch Die optimale Organisation des landwirtschaftlichen Betriebes, 1964. Damit erhielt er die Venia legendi für die Wirtschaftslehre des Landbaus in Göttingen.
Ab 1962 leitete Weinschenck das Institut für Betriebswirtschaft an der Forschungsanstalt für Landwirtschaft (FAL) in Braunschweig-Völkenrode, im Herbst 1963 folgte er einem Ruf als Professor und Direktor des Instituts für Wirtschaftslehre des Landbaues an die Landwirtschaftliche Hochschule Hohenheim, dem späteren Institut für landw. Betriebslehre, wo er bis zu seiner Emeritierung 1991 wirkte.
Weinschenck konnte in Hohenheim seine frühere Forschungsarbeit weiterführen und ergänzte sich bei den Lehraufgaben hervorragend mit Erwin Reisch. Sein Hauptanliegen war es, die Organismustheorie des landw. Betriebes mit der Grenzwerttheorie durch moderne Optimierungs- und Planungsverfahren zu verbinden. Darüber verfasste er zahlreiche wiss. Studien und Beiträge, so z. B. Grenzwerttheorie und Kalkulationsverfahren im landw. Betrieb; Probleme der quantitativen Angebotsanalyse auf Agrarmärkten; Die Betriebsplanung bei unvollkommener Information (gemeinsam mit Erhart Hanf); Zur Theorie und Ermittlung des räumlichen Gleichgewichts der landw. Produktion (gemeinsam mit Wilhelm Henrichsmeyer).
Ab den 70er Jahren hat Weinschenck immer stärker ökologische Fragen in seine Forschungen einbezogen, wofür folgende Arbeiten beispielhaft stehen: Möglichkeiten und Grenzen einer ökologisch begründeten Begrenzung der Intensität der Agrarproduktion (mit H. J. Gebhard), 1985; Der ökonomische oder ökologische Weg?; Agrarökonomie zwischen praktischer und theoretischer Vernunft, Vortrag auf der landwirtschaftlichen Hochschultagung der Universität Hohenheim 1993.
Weinschenck war einer der führenden Theoretiker der neuzeitlichen landwirtschaftlichen Betriebslehre seiner Zeit. Er war jahrelang Mitglied des Wissenschaftsbeirates des Bundesministeriums für Ernährung, Landwirtschaft und Forsten in Bonn und Mitherausgeber der Zeitschrift Agrarwirtschaft.